# スーズダリ
スーズダリ（Су́здаль, Suzdal′）は、ロシア、ヴラジーミル州の都市。モスクワ北東、ウラジーミルから26キロメートル、カメンカ川（Kamenka River）沿いに位置する古都である。2002年現在、人口1万1357人。
スーズダリの名が歴史的、記録上初めて見られるのが1024年である。12世紀前半、ユーリー・ドルゴルーキー（手長公）の時代にロストフ・スーズダリ公国（ウラジーミル・スーズダリ大公国の前身）の首都となる。以後、14世紀末にモスクワ大公国の支配下に入るまで、ウラジーミル・スーズダリ大公国をはじめとする諸公国（スーズダリ公国等）の首都として機能しいわゆる「黄金の環」を形成した。政治的重要性が喪失された後も、ロシア正教の中心の一つとして、宗教的・文化的な役割を果たした。
今日、スーズダリは、古代から中世期の教会、修道院などの建築を多数保有する観光都市である。市街には多数の教会建築のほかに、小川の流れと牧草地を有する小さな村や草原があり、こうした田園とスーズダリの教会建築は、絵画的な風景をもたらしている。特に夏場には、こうした風景を求めて多くの観光客や絵を描く人々が訪れる。ソ連時代の1967年ソ連閣僚会議によってスーズダリの観光・旅行センターとしての建設が決議され、博物館都市としての都市整備が進んだ。
1992年「ウラジーミルとスーズダリの白亜の建造物群」はユネスコの世界遺産に登録された。

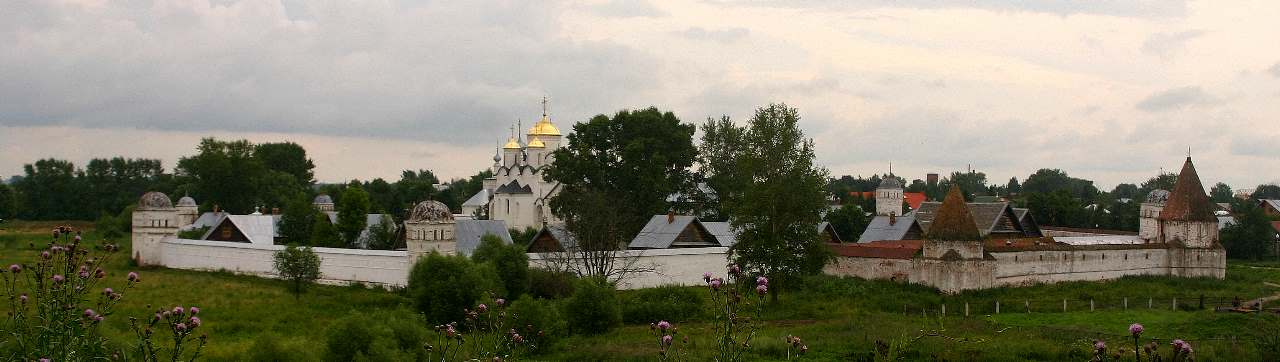
ポクロフスキー修道院のパノラマ